# LSWR 135 class
LSWR 135 class — тип пассажирского паровоза с осевой формулой 2-2-0, предназначенного для экспресс-сообщения, разработанный Уильямом Адамсом для Лондонской и Юго-Западной железной дороги в 1880 году. Паровозы строились на заводе Beyer, Peacock and Company в Манчестере и получили на дороге номера 135—146.
С ноября 1880 по январь 1881 года было поставлено 12 паровозов. В 1902 году они были переведены в дубликаты с добавлением нуля перед номером. В 1913 году списано 7 паровозов, а оставшиеся 5 (№ 135, 139, 140, 143 и 144) перенумерованы в 1914 году в 0370, 0307, 0310, 0312 и 0347 соответственно, и перешли, таким образом, в класс 0307. До укрупнения британских железнодорожных компаний в 1923 году дожили только два паровоза, но в следующем году Southern Railway списала в утиль и их.
| Год  | На начало года | Списано | Номера                            |
| ---- | -------------- | ------- | --------------------------------- |
| 1913 | 12             | 7       | 0136-0138, 0141, 0142, 0145, 0146 |
| 1921 | 5              | 1       | 0347                              |
| 1922 | 4              | 2       | 0370, 0312                        |
| 1924 | 2              | 2       | 0307, 0310                        |